# Südlicher Luo He
Der Südliche Luo He (chinesisch 南洛河, Pinyin Nán Luò Hé) ist ein Nebenfluss des Gelben Flusses. 
Er entspringt an der südöstlichen Flanke des Hua Shan in der chinesischen Provinz Shaanxi und fließt ostwärts in die Provinz Henan, wo er in der Nähe von Zhengzhou in den Gelben Fluss mündet.
Auf seiner Gesamtlänge von 420 km fließt er durch Lushi, Yiyang, „die große alte Hauptstadt“ Luoyang, sowie Yanshi.
Der größte Nebenfluss ist der Yi He, der bei Yanshi in den Luo He mündet.
Bedeutende archäologische Funde im Gebiet des Südlichen Luo He zeigen, dass die Region bereits in der frühen Geschichte Chinas von großer kultureller Bedeutung war.